# Ourt
Ourt és un dels nuclis del municipi de Libramont-Chevigny a la província de Luxemburg a Bèlgica. El 2010 tenia 154 habitants.
El poble es troba a un altiplà (nmsm ± 500m) de les Ardenes meridionals al qual neix l'Ourthe occidental, un dels afluents majors del Mosa. El poble ha mantingut el seu caràcter rural. La major activitat econòmica és l'agricultura i l'explotació del bosc.
El primer esment escrit del poble data del 1373 als comptes de l'abadia de Saint-Hubert. Sota l'antic règim va fer part del feu i de la parròquia de la Mare de Déu de Chevigny. El 1925-1926 els habitants van construir una capella dedicada a Teresa de Lisieux.

## Referències

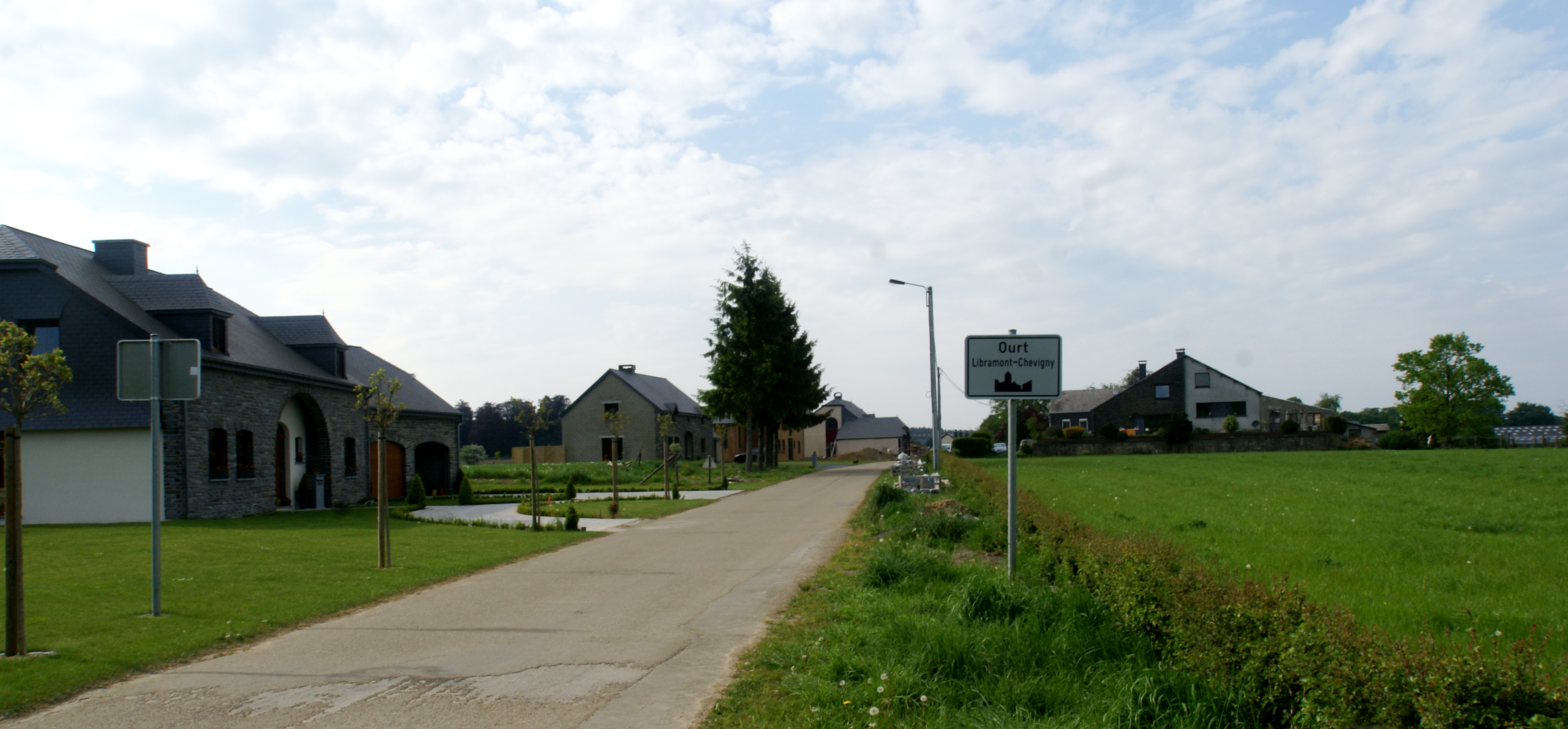
Panorama al carrer Fond Djévré
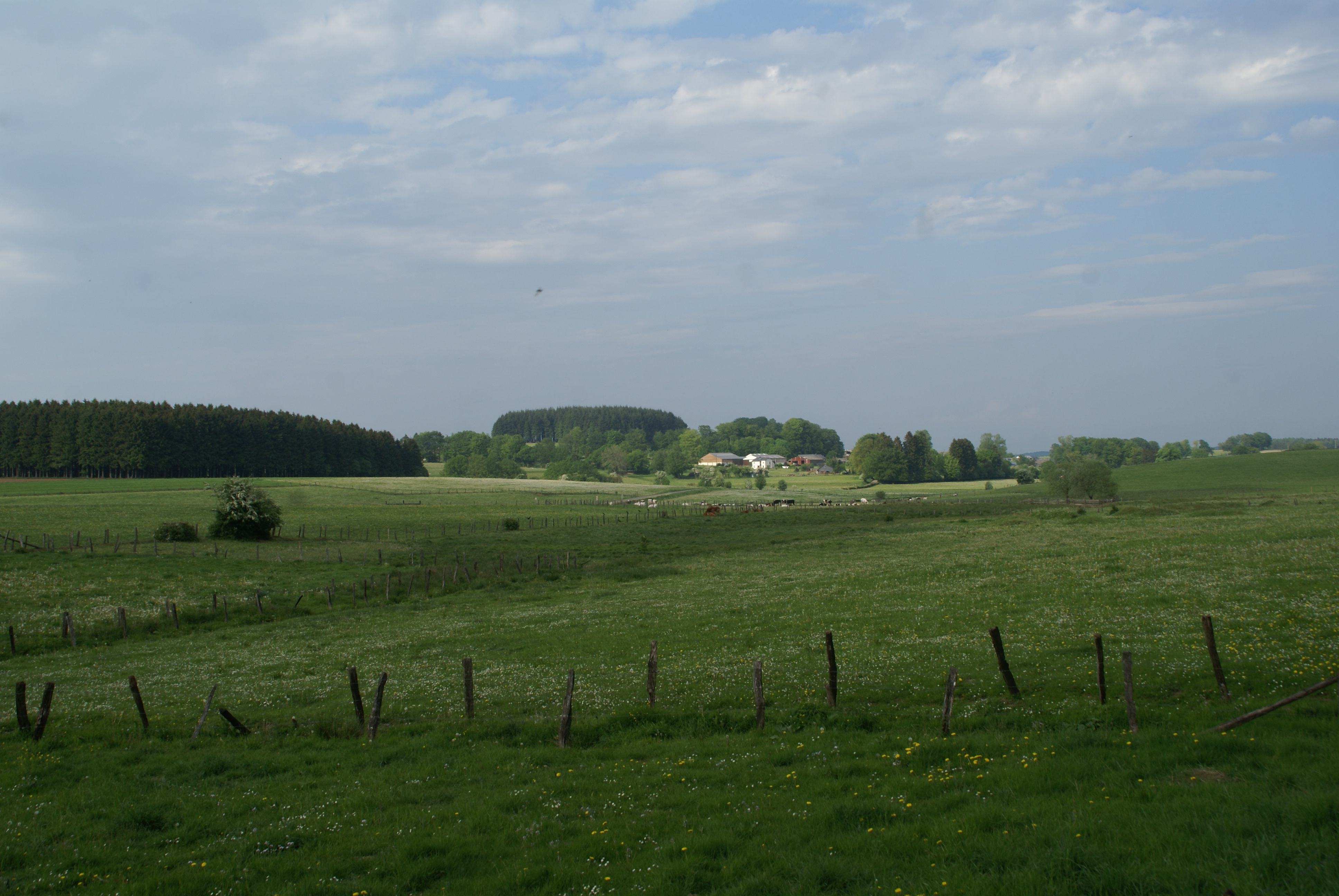
La vall de l'Ourthe
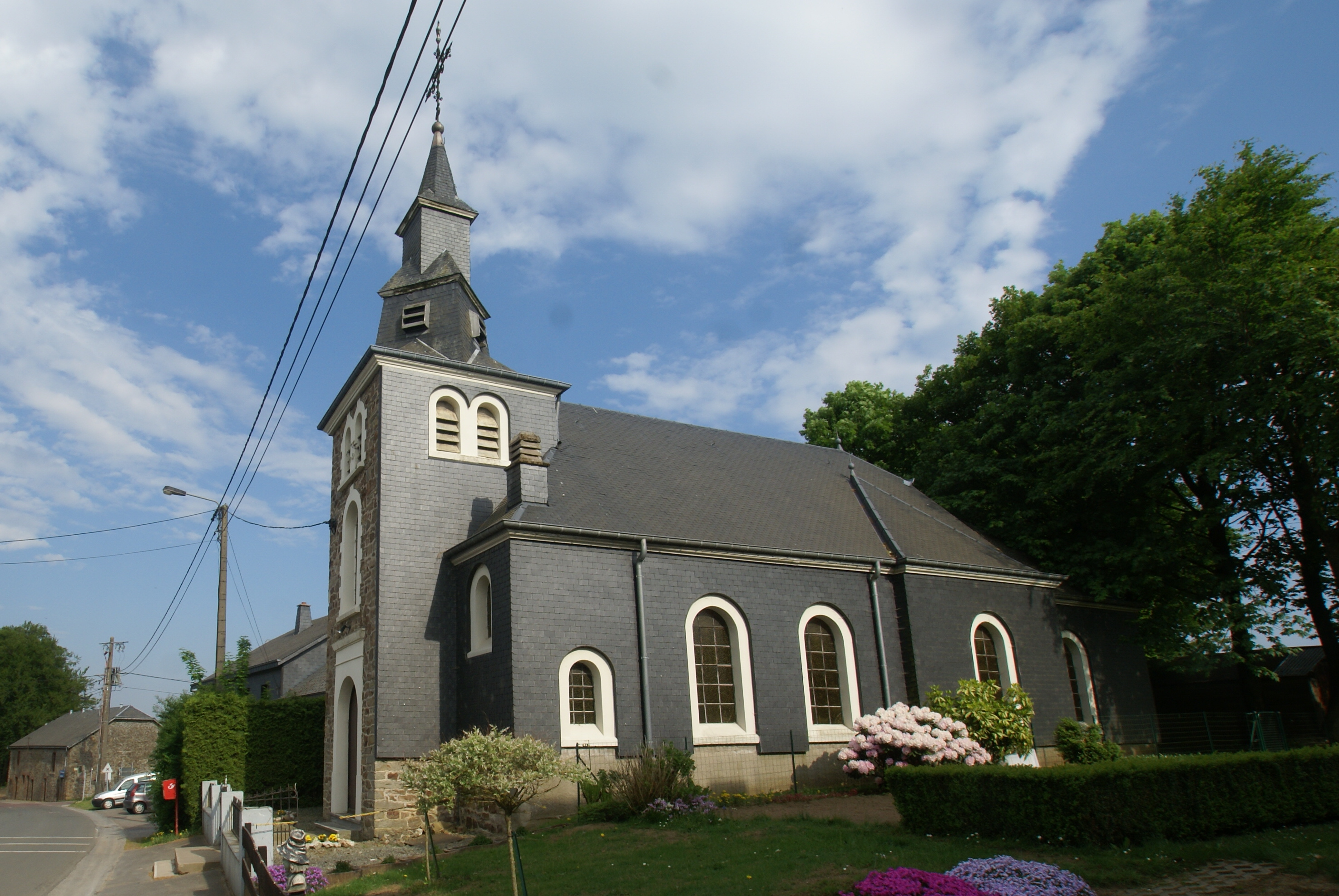
La capilla de Teresa de Lisieux (1925-26)
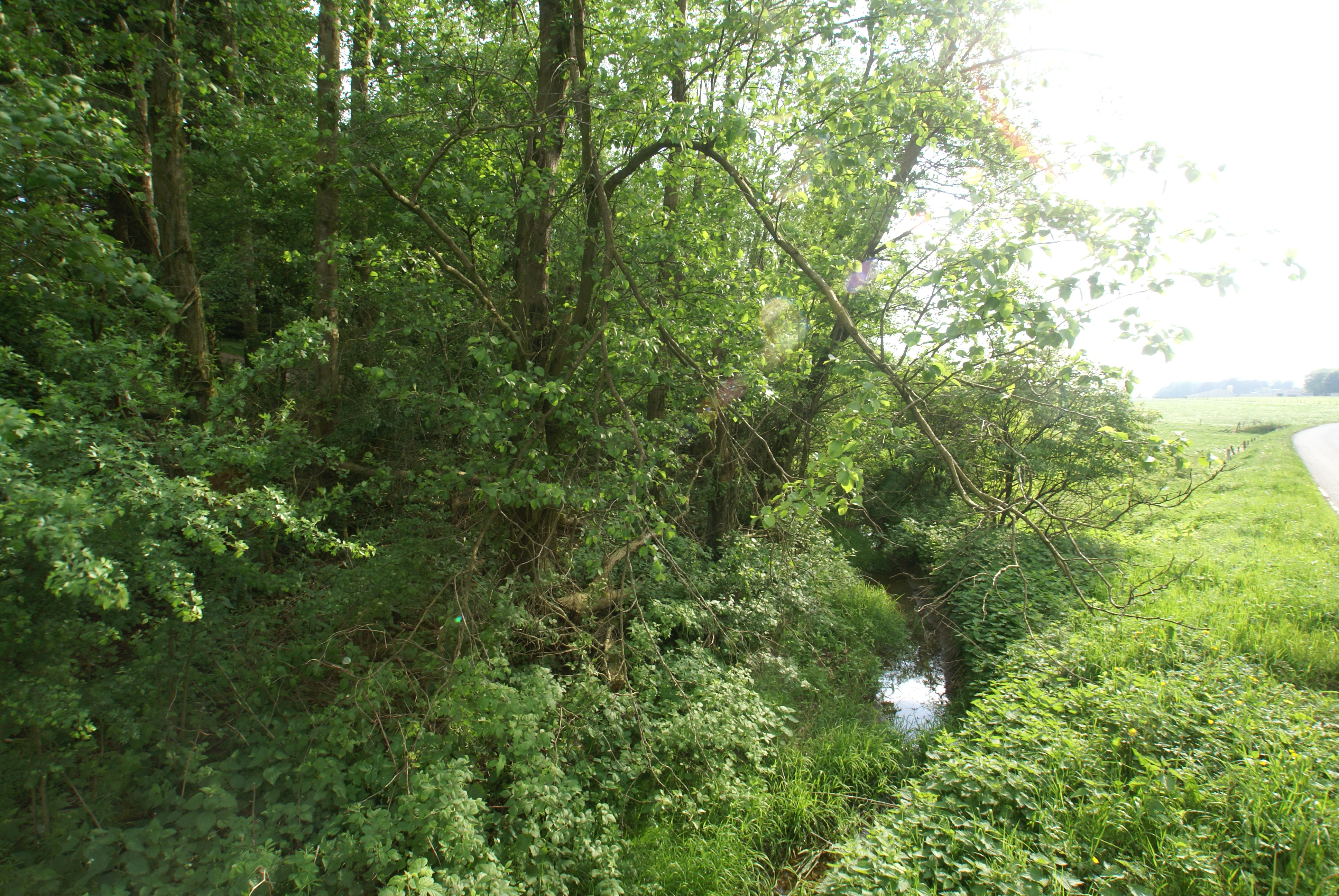
L'Ourthe jove